# ラテコエール 521
ラテコエール 521
Latécoère 521 （ビスカロッスにて）
- 用途：飛行艇
- 設計者：（Pierre-Georges Latécoère）
- 製造者：ラテコエール（Latécoère）
- 運用者：エールフランス
- 初飛行：1935年1月10日
- 生産数：1機

ラテコエール 521（Latécoère 521, "Lieutenant de Vaisseau Paris"）は、フランスのラテコエール（Latécoère）社で製造された6発飛行艇であり、最初の大西洋横断大型旅客飛行艇の1機であった。6基の内2基のエンジンは後ろ向きに搭載され、内側のエンジンと共にタンデム配置となっていた。

## 運用の歴史
初飛行は1935年1月10日に行われ、これに続いて北アフリカのダカール経由でブラジルのナタールへ向かいフランス領アンティル北部に到達する示威飛行が行われた。この初飛行はフランスのアメリカ統治300年を記念したものであったが、ペンサコーラ (フロリダ州)に到着後ハリケーンに見舞われて破損した。機体は修理のために船でフランスへ運ばれ、エールフランスの大西洋横断航空路に就航する前に修理された。1937年6月にはナタールへ無着陸飛行を行った後、北大西洋経由でフランスへ帰還した。その後より高出力のエンジンを装着され1939年5月から7月の間に更に4回のニューヨーク往復飛行を実施した。
この往復飛行の1回でアンリ・ギヨメの操縦するラテコエール 521は、ニューヨークからビスカロッスへエンジンが1発停止した状態で5,875 km (3,651 mi)の距離を平均速度206 km/h (127 mph)で飛行した。
ラテコエール 521は72名の乗客が快適な状態で搭乗できた。下層デッキには20脚の肘掛け椅子とテーブルを備えたサロン、バスルーム付きの豪華な2名用客室、別に22名分の座席、調理室、バー、荷物室があり、上層デッキには18名分の座席、貨物室、3名の飛行機関士用の事務室があった。
第二次世界大戦が勃発するとラテコエール 521はモロッコのポール・リョーテに基地を置くフランス海軍のE.6艦隊に配属され、北大西洋海域の偵察に使用された。1940年6月の独仏休戦協定後にマルセイユ近郊のベール湖へ移動したが、最後は1944年8月に退却するドイツ軍により破壊された。
ラテコエール 521は1機製造された民間旅客型のLaté 522 "Ville de Saint Pierre"と3機製造された海軍型のLaté 523の基となった。

## 運用
フランス
- エールフランス
- 海軍航空隊 (フランス海軍)

## 要目

(Laté 521) Translated from fr:wikipedia
- 乗員：
- 乗客：30-72名
- 全長：31.62 m (103 ft 9 in)
- 全幅：49.31 m (161 ft 9.25 in)
- 全高：9.07 m (29 ft 9 in)
- 翼面積：330 m2 (3,551 ft2)
- 空虚重量：20,493 kg (45,084 lb)
- 全備重量：37,933 kg (83,627 lb)
- 最大離陸重量：37,993 kg (83,585 lb)
- 馬力重量比：0.10 kW/kg (0.070 hp/lb)
- エンジン：6 × Hispano-Suiza 12Ybrs、570 kW (860 hp)
- 最大速度：247 km/h (132 knots, 152 mph)
- 巡航速度：210 km/h (130 mph)
- 巡航高度：6,300 m (20,664 ft)
- 航続距離：3,900 km (2,106 nm, 2,406 mi)